# Manuseio de materiais a granel

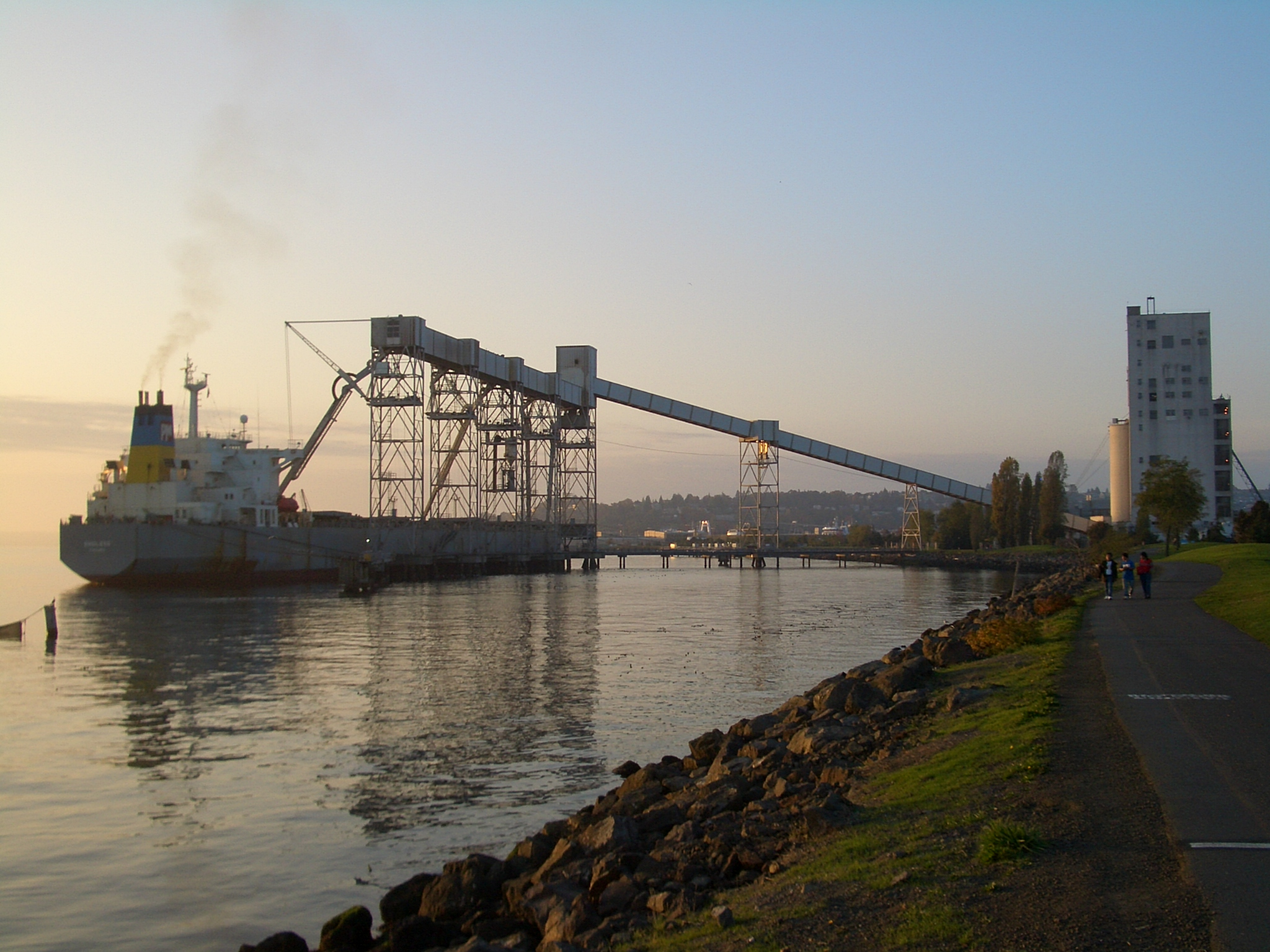
Um navio sendo carregado no Pier 86 Grain Terminal em Seattle

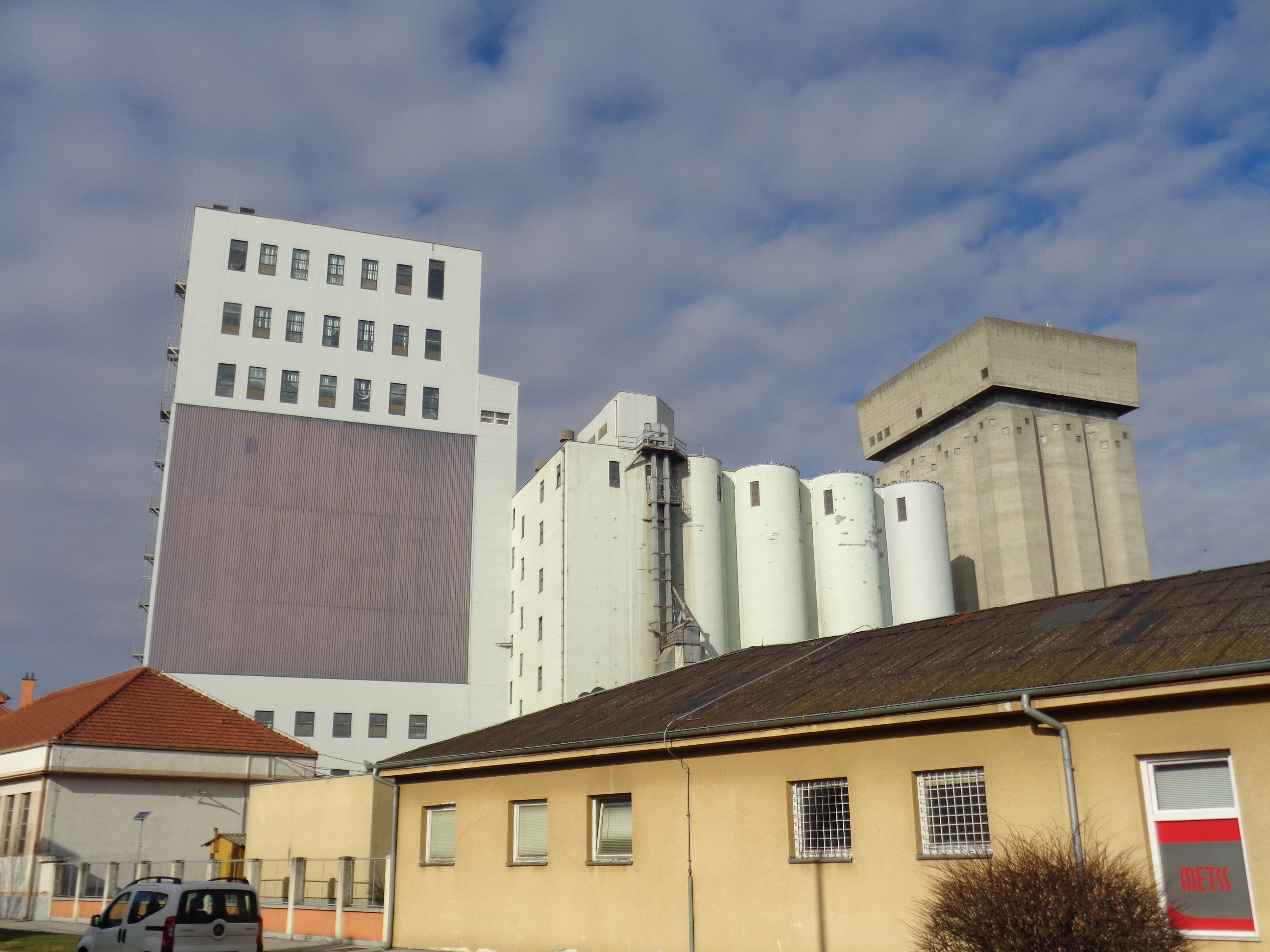
Silos de armazenamento de grãos em concreto

O manuseio de materiais a granel é uma área da engenharia, dedicada ao projeto de equipamentos e estruturas para o processo de manuseio e armazenágem de materiais a granel. Materiais a granel são aqueles materiais secos na forma de pó, grãos ou particulados e que são armazenados em pilhas. Exemplos de materiais a granel são minerais, minérios, carvão, cereais, cavaco de madeira , areia, cascalho, argila, cimento, cinzas, sal, produtos químicos, sementes, açúcar, farinha e pedra a granel. Também pode estar relacionado com o tratamento de resíduos mistos. O manuseio de materiais a granel é uma parte essencial de todas as indústrias que processam ingredientes a granel, incluindo: alimentos, bebidas, confeitaria, alimentos para animais de estimação, ração animal, tabaco, produtos químicos, agrícolas, polímeros, plásticos, borracha, cerâmica, eletrônicos, metais, minerais, tintas, papel, têxteis e muito mais.
As principais características dos materiais a granel, no que diz respeito ao seu manuseio, são: tamanho da pertícula (granulometria), capacidade de escoamento e ângulo de repouso, abrasividade e corrosividade, e outras características mistas (por exemplo, material higroscópico ou explosivo). 
Os sistemas de manuseio de materiais a granel são normalmente compostos de máquinas de transporte fixas - como correias transportadoras, transportadores helicoidais, transportadores de arrasto tubulares, fundos móveis, , stackers, recuperadores, elevadores de caneca, viradores de caminhões, viradores de vagões ou vagões basculantes , carregadores de navios(shiploaders), chutes e desviadores(flaps) -  e vários máquinas de transporte móveis - como pás-carregadeira, caminhões basculantes ou autodescarregáveis etc. - combinados com instalações de armazenamento - como pátios de armazenamento, silos de armazenamento ou pilhas de estocagem . Os sistemas avançados de manuseio de materiais a granel apresentam armazenamento a granel integrado (silos), transporte (mecânico ou pneumático ) e descargarregamento.
O objetivo de uma instalação de manuseio de materiais a granel ou é o de transportar material de uma fonte até um destino final ou é o de processar materiais, como por exemplo: beneficiamento de minério; picagem de toras em cavacos de madeira ou serragem para serrarias e fábricas de papel; moinhos de farinha; e caldeiras a carvão ou biomassa; etc.
Os principais desafios no manuseio de materiais a granel incluem entupimento de equipamentos, segregação de partículas e desgaste de superfícies. Soluções eficazes incluem a implementação de sistemas de limpeza automatizados, o uso de materiais resistentes ao desgaste e a realização de manutenção preventiva regular.

## Equipamentos Utilizados
Os principais equipamentos utilizados nos sistemas de manuseio de materiais a granel são:
- Transportadores de Correia: Utilizados para mover grandes quantidades de material de forma contínua.
- Elevadores de Canecas: Adequados para elevar materiais a granel verticalmente.
- Transportadores Helicoidais (Roscas Transportadoras): Ideais para o transporte de materiais em distâncias curtas.
- Alimentadores Vibratórios: Usados para alimentar materiais de maneira controlada.
- Silos e Pilhas de armazenagem: Estruturas para armazenamento a longo prazo de materiais a granel.[4]

Nos portos modernos com movimentação de grandes quantidades de materiais a granel (Porto de Santos), os descarregadores contínuos de navios (shiploaders) estão substituindo as pontes rolantes para contêineres.

## Controles e Automações
O avanço da automação e dos sistemas de controle tem revolucionado o manuseio de materiais a granel. Sensores modernos permitem o monitoramento preciso do nível, fluxo e outras propriedades dos materiais, melhorando a eficiência e a segurança das operações.

## Segurança no Manuseio de Materiais a Granel
A segurança é uma preocupação crítica no manuseio de materiais a granel, especialmente devido aos riscos de explosões de pó e outros perigos associados. Medidas de segurança essenciais incluem a instalação de sistemas de ventilação adequados, o uso de equipamentos de proteção individual (EPIs) e a adesão a normas e regulamentações específicas. No Brasil, diversas normas regulamentadoras (NRs) e legislações são fundamentais para garantir a segurança:
- NR-11: Trata do transporte, movimentação, armazenagem e manuseio de materiais.[7]
- NR-12: Define os requisitos de segurança para a instalação, operação e manutenção de máquinas e equipamentos.
- NR-22: Aborda a segurança e saúde ocupacional na mineração.
- NR-6: Especifica os requisitos para os EPIs.
- Normas da ANVISA e Vigilância Sanitária: Regulamentam as condições de higiene e segurança no armazenamento e manuseio de materiais, especialmente em indústrias alimentícias e farmacêuticas.[8]

Além disso, as normas de construção de armazéns, como as NBR 15524 (projeto e construção de silos) e NBR 13885 (silos verticais de concreto armado), são essenciais para garantir a integridade estrutural e a segurança das instalações de armazenamento.
A implementação de sistemas de detecção e supressão de incêndios, treinamento regular de segurança, e a realização de auditorias de segurança são práticas recomendadas para mitigar os riscos no manuseio de materiais a granel. A conformidade com essas normas e regulamentações é vital para garantir a segurança dos trabalhadores e a conformidade legal das operações.

## Aspectos Ambientais e Sustentabilidade
A sustentabilidade no manuseio de materiais a granel envolve a redução de poeira e emissões, a reciclagem de resíduos e a implementação de práticas que minimizem o impacto ambiental. Tecnologias de controle de poeira e sistemas de reciclagem são exemplos de medidas sustentáveis.

## Outras classificações de manuseio de materiais (não a granel)
As classificações de manuseio de materiais sólidos contínuos (não a granel) incluem enfardamento, paletização e conteinerização .